# Tasso overnight
Il tasso overnight (lett. "da un giorno all'altro") è il tasso al quale le banche prestano denaro per la durata massima di 24 ore attraverso depositi overnight.
Le banche che hanno eccedenza di denaro fanno questo prestito alle altre banche che hanno necessità di liquidità.
Questo tasso, in Europa, assume un valore intermedio all'interno del corridoio dei tassi, cioè si posiziona tra il tasso di rifinanziamento marginale (o "soffitto dei tassi") e quello di deposito (o "pavimento dei tassi") presso la BCE.
Questo tasso dà un'idea della liquidità esistente: un alto tasso vuole dire che esiste poca liquidità nel mercato interbancario.